# Marie Ault
Pour les articles homonymes, voir Ault.
Marie Ault (née Mary Cragg le 2 septembre 1870 à Wigan dans le Grand Manchester et morte le 9 mai 1951 à Londres), est une actrice britannique.

## Biographie
Fille de Thomas Cragg et de Jane Ault, elle entame sa carrière au théâtre sous le nom de sa mère, devenant Marie Ault. Jouant notamment à Londres et au Festival de Malvern, elle apparaît entre autres dans East of Suez de William Somerset Maugham (1922, avec Basil Rathbone et Ivor Barnard), Les Trois Sœurs d'Anton Tchekhov (1926, avec John Gielgud), Pygmalion de George Bernard Shaw (1936, avec Wendy Hiller et Ernest Thesiger), Anna Christie (1937, avec Flora Robson et Alexander Knox) et Désir sous les ormes (1940, avec Beatrix Lehmann et Stephen Murray), ces deux dernières pièces d'Eugene O'Neill.
Au cinéma, elle contribue à soixante-treize films britanniques, les deux premiers étant des courts métrages sortis en 1916. Durant la période du muet, elle collabore par exemple à des réalisations de Graham Cutts, comme La Danseuse blessée (1923, avec Betty Compson et Clive Brook) et The Return of the Rat (son avant-dernier muet, 1929, avec Ivor Novello et Isabel Jeans). Mentionnons aussi Les Cheveux d'or d'Alfred Hitchcock (1927, avec Ivor Novello et Malcolm Keen).
Continuant à se produire à l'écran après le passage au parlant, ses cinq premiers films de cette période (dont un court métrage) sortent en 1931, dont The Speckled Band de Jack Raymond (avec Raymond Massey personnifiant Sherlock Holmes, elle-même interprétant Mme Hudson). Suivent par exemple La Commandante Barbara de Gabriel Pascal (adaptation de la pièce éponyme de George Bernard Shaw, 1941, avec Wendy Hiller et Rex Harrison) et Jusqu'à ce que mort s'ensuive, un des films britanniques de Marc Allégret (1948, avec Valerie Hobson et Stewart Granger).
L'ultime film de Marie Ault sort en août 1951, peu après sa mort à 80 ans (en mai). Signalons encore six téléfilms d'origine théâtrale diffusés à la télévision britannique naissante entre 1939 et 1948, dont deux adaptations du roman de Charlotte Brontë Jane Eyre (1946 puis 1948, cette dernière avec Barbara Mullen dans le rôle-titre et Basil Dignam). Préalablement, elle joue au Festival de Malvern en 1936 dans la pièce adaptée de ce roman.

## Théâtre (sélection)
(pièces jouées à Londres, sauf mention contraire)
- 1911-1912 : Rutherford & Son de K. G. Sowerby (en) (+ reprise à Broadway, New York, 1912-1913)
- 1912-1913 : Strife (en) de John Galsworthy
- 1922 : East of Suez de William Somerset Maugham : Amah
- 1926 : Les Trois Sœurs (Three Sisters) d'Anton Tchekhov : Anfissa
- 1926-1927 : Merely Molly de J. Hastings Turner
- 1933 : The Brontes of Haworth Parsonage de John Davison (Birmingham ; + reprise au Festival de Malvern en 1936)
- 1936 : Pygmalion de George Bernard Shaw (Festival de Malvern)
- 1936 : Jane Eyre, adaptation par Helen Jerome du roman éponyme de Charlotte Brontë (Festival de Malvern)
- 1937 : Anna Christie d'Eugene O'Neill
- 1939-1940 : Music at Night (en) de John Boynton Priestley
- 1940 : Désir sous les ormes (Desire Under the Elms) d'Eugene O'Neill
- 1940-1941 : Cornelius de John Boynton Priestley
- 1944-1945 : The House on the Bridge d'Edward Percy (Bristol)

## Filmographie partielle

### Période du muet
- 1923 : La Danseuse blessée (Woman to Woman) de Graham Cutts : Henrietta
- 1924 : The Prude's Fall de Graham Cutts : Mme Masters
- 1925 : The Rat de Graham Cutts : Mère Colline
- 1927 : Les Cheveux d'or (The Lodger) d'Alfred Hitchcock : Mme Bunting, la logeuse
- 1929 : The Return of the Rat de Graham Cutts : Mère Colline

### Période du parlant
- 1931 : The Speckled Band de Jack Raymond : Mme Hudson
- 1933 : Le Cercle de la mort (Money for Speed) de Bernard Vorhaus
- 1939 : La Taverne de la Jamaïque (Jamaica Inn) d'Alfred Hitchcock : une passagère de la diligence
- 1941 : Radio libre (Freedom Radio) d'Anthony Asquith : une cliente
- 1941 : Love on the Dole de John Baxter : Mme Jike
- 1941 : La Commandante Barbara (Major Barbara) de Gabriel Pascal : Rummy Mitchens
- 1943 : Plongée à l'aube (We Dive at Dawn) d'Anthony Asquith : Mme Metcalfe
- 1943 : L'Étranger (The Demi-Paradise) d'Anthony Asquith : Mme Jones
- 1945 : L'esprit s'amuse (Blite Spirit) de David Lean : la cuisinière
- 1945 : César et Cléopâtre (Caesar and Cleopatra) de Gabriel Pascal : la vieille égyptienne
- 1946 : L'Étrange Aventurière (I See a Dark Stranger) de Frank Launder : Mme O'Mara
- 1946 : Carnival de Stanley Haynes : Mme Dale
- 1948 : Jusqu'à ce que mort s'ensuive (Blanche Fury) de Marc Allégret : la vieille bohémienne